# Kenzingen
Kenzingen (tiếng Đức: [ˈkɛn.t͡sɪŋən] ⓘ) là một thị trấn thuộc huyện Emmendingen, bang Baden-Württemberg, Đức. Nơi đây nằm trên bờ sông Elz, cách Freiburg 23 km về phía bắc. Đô thị này có diện tích 36,93 km², dân số thời điểm 31 tháng 12 năm 2020 là 10.394 người.